# 米拉诺蒂
米拉诺蒂是巴西托坎廷斯州的一个市镇。总面积1031.616平方公里，总人口11858人，人口密度11.5人/平方公里。